# Nemaschema rufithorax
Nemaschema rufithorax är en skalbaggsart som beskrevs av Stefan von Breuning 1978. Nemaschema rufithorax ingår i släktet Nemaschema och familjen långhorningar. Inga underarter finns listade i Catalogue of Life.